# Lycaenops
Lycaenops („Wolfsgesicht“) ist ein fleischfressender Therapside aus der Gruppe der Gorgonopsiden. Die Gattung lebte im Mittel- sowie Oberperm (Capitanium bis Wuchiapingium). Die Gorgonopsiden zählen zu den Theriodontia, Vorfahren der Säugetiere.
In den Formationen der Karoo (zur Zeit der Entdeckung und im Grossen Atlas der Urgeschichte noch Karru) fand der Arzt und Archäologe Robert Broom die ersten fossilen Überreste dieser Gattung. Seitdem wurden viele weitere Fossilienfunde gemacht, die insgesamt vier bis sechs Lycaenops-Arten zugeschrieben wurden.

## Körperbau

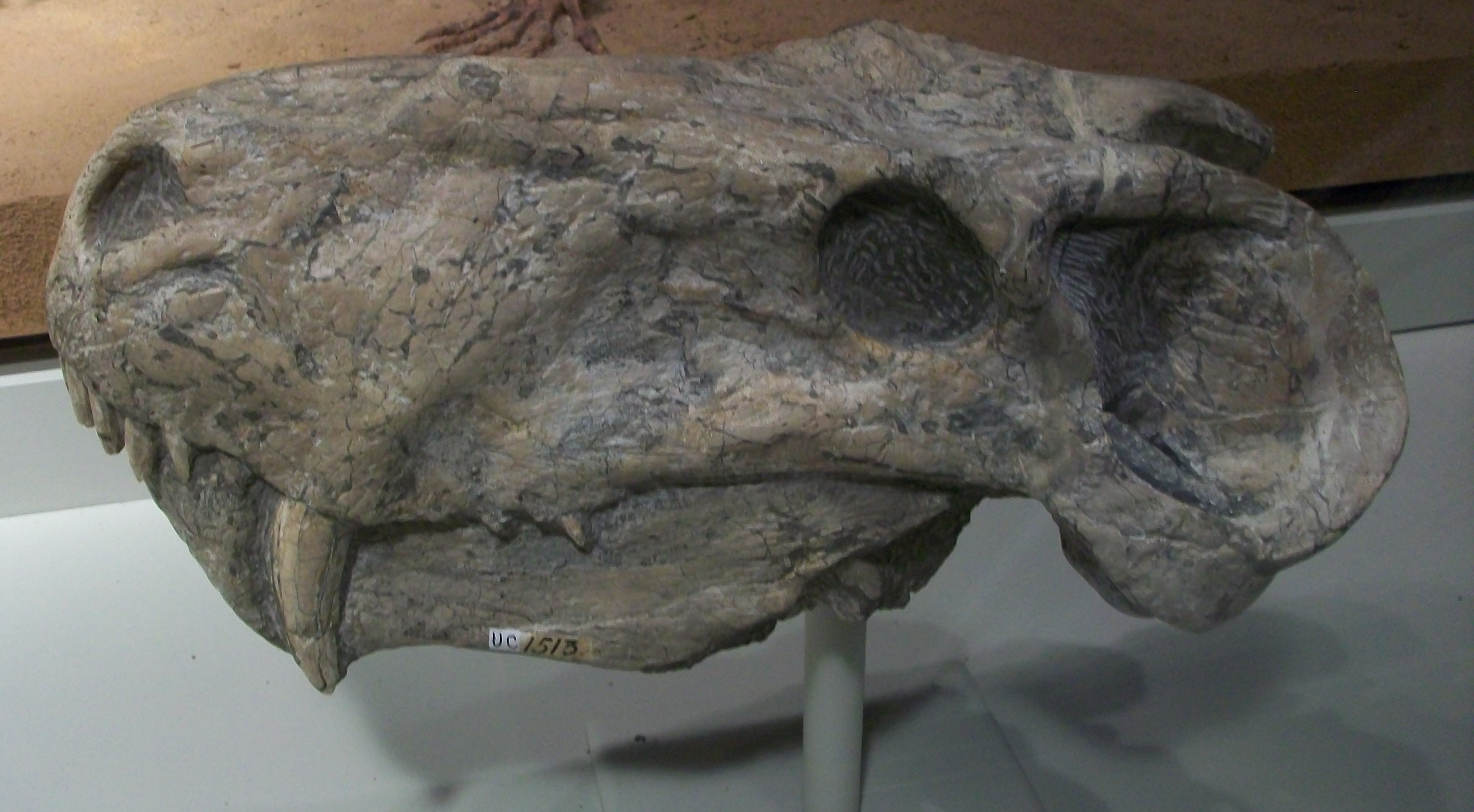
Schädel von Lycaenops

Lycaenops verfügte über ein für Gorgonopsiden typisches Skelett mit einem im Verhältnis zum Körper recht großen Kopf (bis zu 30 cm lang) und zwei langen, zu Reißzähnen gewachsenen, starken Eckzähnen, sowie eine nach außen gewölbte Schnauze, beides charakteristische Merkmale. Zudem verfügte Lycaenops über fünf große Schneidezähne, von welchen vier sich im Zwischenkieferbein befinden. Die Eckzähne sind gesägt und wurden zusammen mit den Schneidezähnen wahrscheinlich zum Ergreifen und Töten der Beute benutzt. Aufgrund der gesägten scharfen Zähne wird vermutet, dass Lycaenops große Fleischstücke aus der Beute riss und sie im ganzen runterschluckte. Der Schädel wird als länglich und dünn, aber dennoch relativ tief gebaut beschrieben. Außerdem wird der Schädel als etwas schief beschrieben und das Schuppenbein ist nicht sehr gut mit dem Quadratbein verbunden.
Bekanntes Material umschließt Teile des Postcraniums und den Schädel, dieser ist relativ gut bei L. ornatus erhalten.

## Systematik

### Äußere Systematik
Lycaenops ist ein leicht zu erkennender Gorgonopside. Die Klassifizierung von Lycaenops als Mitglied der Gorgonopsidae wird von Carroll (1988) bestätigt. Das Tier hat viele Gemeinsamkeiten mit Aelurognathus und Prorubidgea, ist aber etwas basaler, generell war Lycaenops eine relativ basale Gattung. Diese Gattungen werden manchmal in eine eigene Unterfamilie (Rubidgeinae) eingeordnet.

### Innere Systematik
Folgende Lycaenops Arten wurden beschrieben:
- L. ornatus, bekannt durch den Holotyp AMNH 2240, der von Broom (1925) beschrieben wurde.[3] Eine Erneute Beschreibung folgte von Colbert (1948)[2]
Zugeordnete Exemplare: BPI 260, RC 147, RC 148[8] und BPI 334[7]
- L. angusticeps, Holotyp (AMNH 5537) beschrieben von Broom (1913).[7]
Zugeordnete Exemplare: AMNH 5535[4]
- L. quadrata, Holotyp (SAM 7856) beschrieben von Haughton (1927).[9]
Zugeordnete Exemplare: BPI 390, BPI 389, BPI (FN) 3303[4]
- L. attenuatus, Holotyp (BPI 259) beschrieben von Brink, A. S. und Kitching, J. W. (1953).[9]
- L. sollasi?, Holotyp (MS 1934 VIII 29) beschrieben von Broili und Schröder (1935).[4]
Zugeordnete Exemplare: RC 61, BPI 262, RC 119, BPI 264, BPI 281[4]
- L. microdon?, Holotyp (SAM 9344) beschrieben von Boonstra (1934), als Lycaenops Spezies klassifiziert von Sigogneau (1970).[7]